# Julius Heuberger
Julius Heuberger est considéré comme l'imprimeur du mouvement dada.
On sait peu de choses sur lui sinon qu'il était un militant anarchiste.
Il a notamment imprimé, à Zurich, plusieurs ouvrages Dadas dont les trois premiers numéros de la revue Dada et l'ouvrage Vingt-cinq poèmes de Tristan Tzara et Jean Arp.